# Burgk
Burgk est une ancienne commune allemande de l'arrondissement de Saale-Orla, Land de Thuringe.

## Géographie
Burgk se situe sur une colline au-dessus de la Saale. En plus de Burgk, la commune comprend les villages de Burgkhammer (sur la Saale, puisqu'il y a un barrage) et d'Isabellengrün.
|             |                    |         |
| Remptendorf | Burgk              | Schleiz |
|             | Saalburg-Ebersdorf |         |

## Histoire
Burgk près de Schleiz est mentionné pour la première fois en 1291 en raison de son château. L'attraction principale de Burgk est le Château de Burgk qui attire plus de 30 000 visiteurs par an. D'intérêt particulier, il y a la chapelle du château avec son orgue de Silbermann et les fortifications médiévales ainsi qu'un mobilier en grande partie intact.
Dès le Moyen Âge, les baillis de Gera (ancêtres de la Maison Reuss) construisirent un château à un emplacement bien placé pour des fins militaires. Après une vente temporaire aux chevaliers teutoniques, il est revenu aux baillis de Gera (plus tard seigneurs), pour tomber aux mains des Reuss de Greiz après leur extinction. Au sein de la branche ainé de la maison de Reuss, Burgk était un dominion distinct de 1596 à 1640 et de 1668 à 1697, à savoir Reuss-Burgk, avec Burgk comme lieu de résidence. Cependant, ce dominion ne couvrait qu'un petit territoire avec quelques villages. Le château a été agrandi en 1403.
En 1697, la jeune maison de Reuss-Burgk a été héritée par Henri XIII, comte Reuss d'Untergreiz (1675–1733). Dès lors, le château servit de résidence de chasse et d'été pour les comtes résidant dans le château bas de Greiz. Son fils Henri III (1733-1768) le fit largement moderniser.
Après la mort d'Henri III en 1768, Untergreiz et Burgk sont tombés aux mains du comte Henri XI Reuss d'Obergreiz, qui a été élevé au rang de prince impérial en 1778. En 1848, plusieurs territoires ont fusionné en une seule principauté, la Principauté de Reuss branche aînée. Celle-ci ainsi que la Principauté de Reuss branche cadette ont perdu leur trônes lors de la révolution de novembre 1918. Lorsque la branche aînée s'éteignit avec Henri XXIV dans la lignée masculine en 1927, le château de Burgk tomba aux mains de sa sœur Hermine, qui était mariée à l'ex-Kaiser Guillaume II depuis 1922. En 1933, elle céda le château à sa sœur Ida, l'épouse du prince Christoph Martin de Stolberg-Rossla. Après la Seconde Guerre mondiale, le château est devenu propriété de l'État par expropriation et a été ouvert au public en 1952. Puisqu'il est resté dans la famille jusqu'en 1945 et a également échappé au pillage par la suite, il y a une riche décoration intérieure, qui a été complétée par des meubles et des œuvres d'art provenant d'autres châteaux.

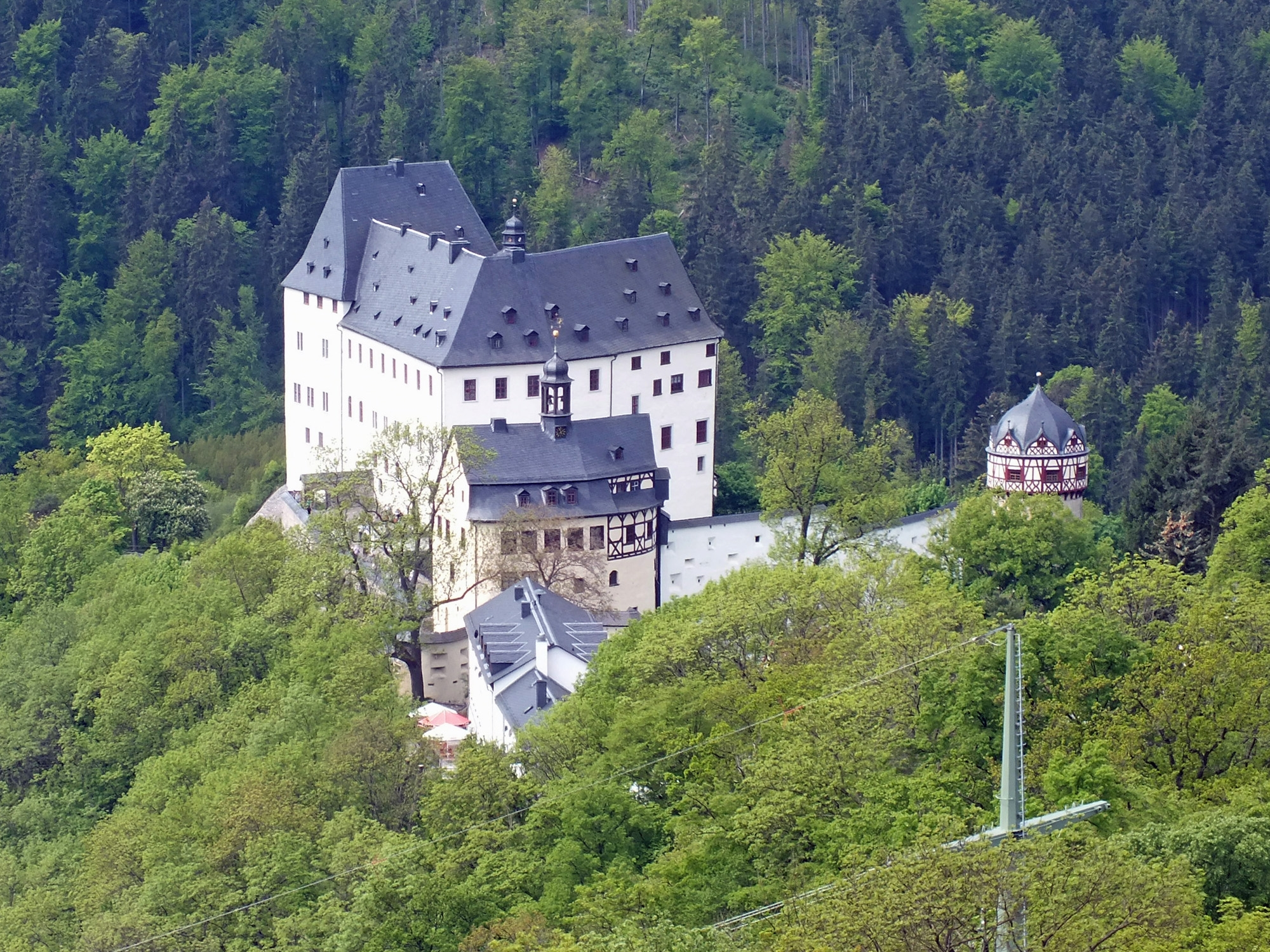
Château de Burgk
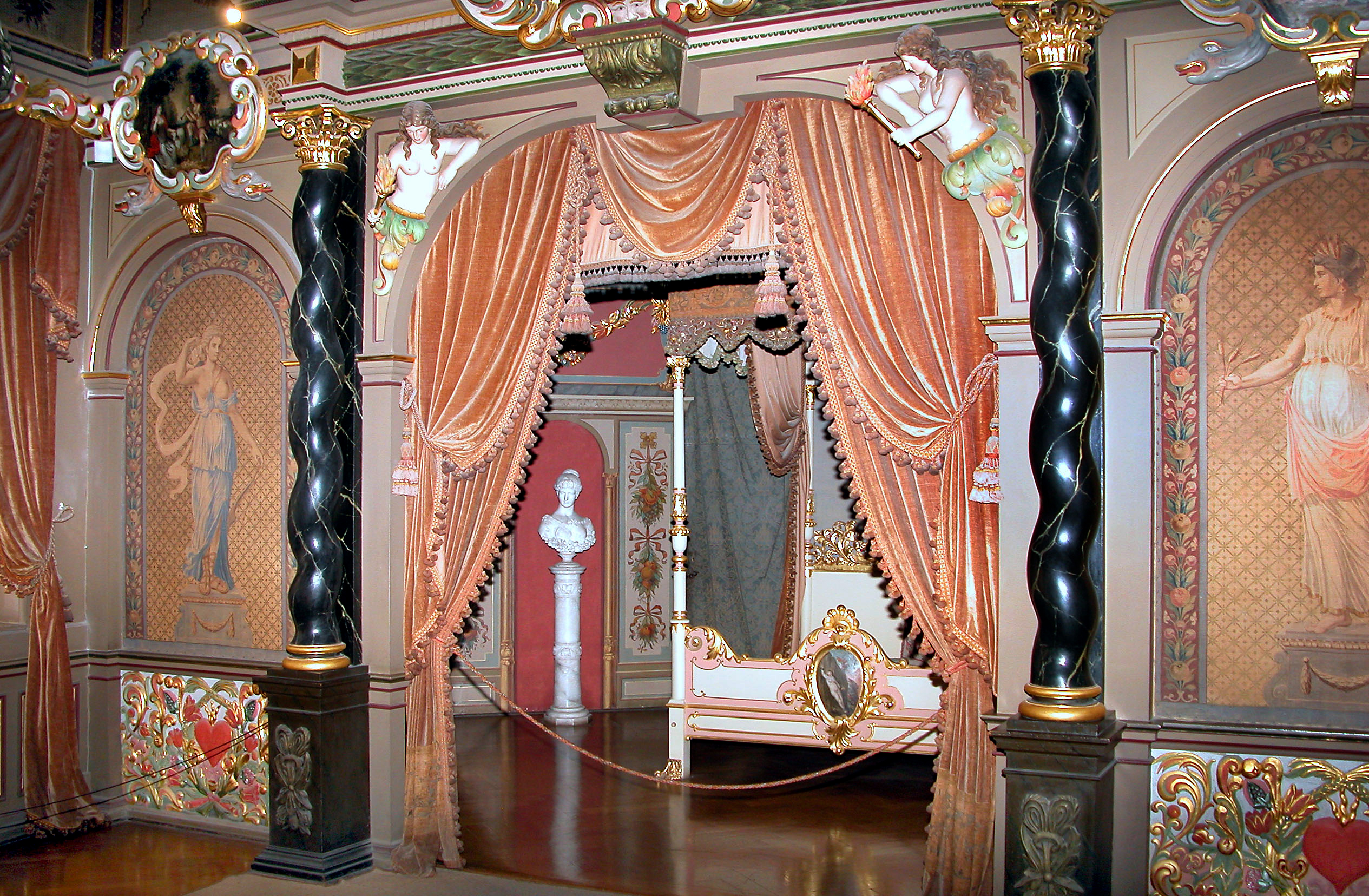
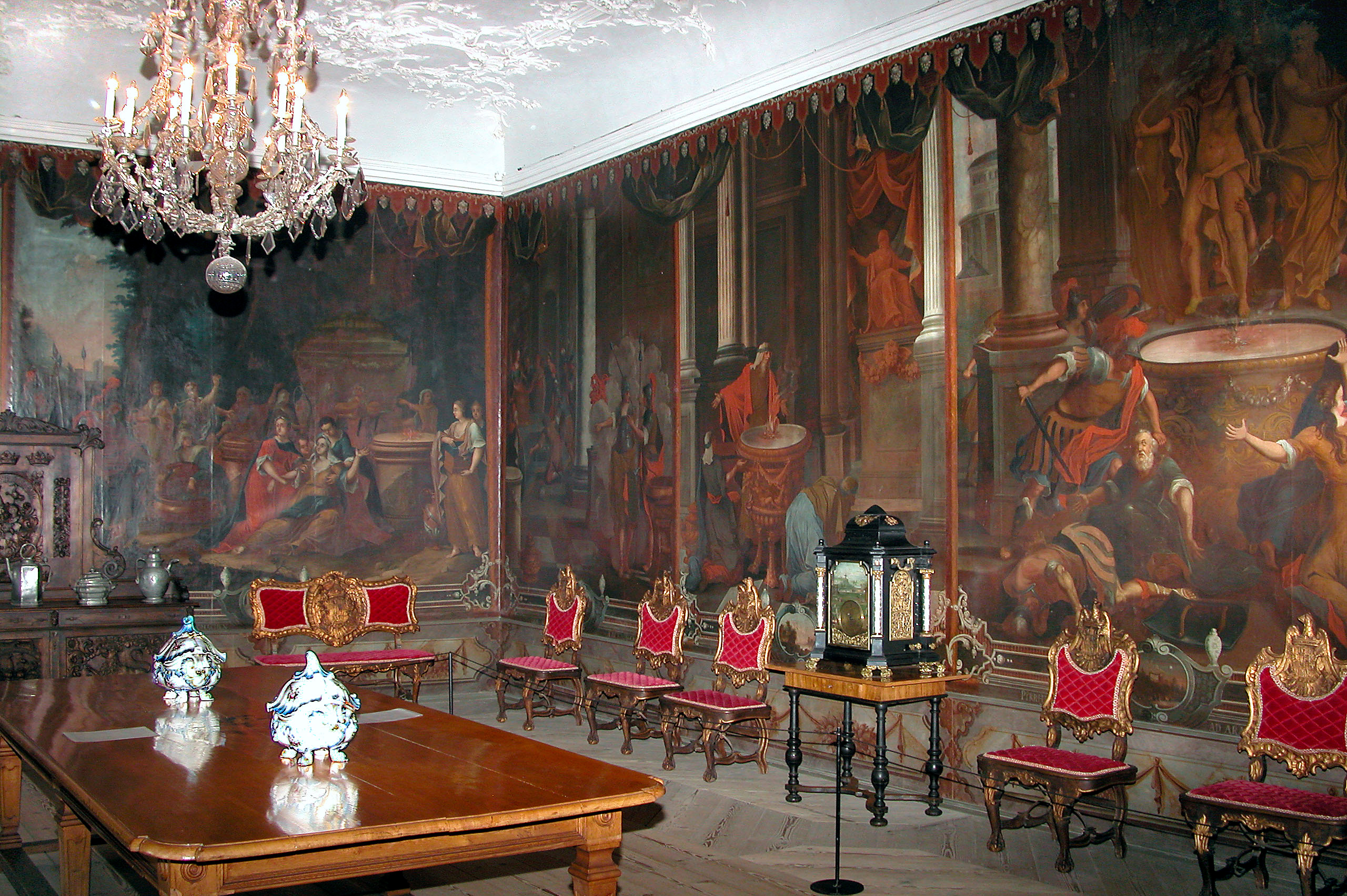

## Source, notes et références
- (de) Cet article est partiellement ou en totalité issu de l’article de Wikipédia en allemand intitulé « Burgk » (voir la liste des auteurs).